# Khristina Iaroixenko
Khristina "Tina" Iaroixenko (en ucrainès: Христина Ярошенко) (Kherson, 18 de maig de 1985) és una productor, editora i directora de cinema ucraïnesa que viu a Nova York. És membre de l'Aliança de Dones Directores i de la plataforma per a dones cineastes i creatives New York Women in Film & Television.
Iaroixenko va néixer el 18 de maig de 1985 a la ciutat ucraïnesa de Kherson. De jove, el seu pare va ser la seva principal influència en el desenvolupament de l'interès pel cinema. Als 12 anys va començar a treballar per estalviar diners per a l'escola de cinema. Es va traslladar a Kíiv per estudiar a la Universitat Nacional de Teatre, Cinema i Televisió, on va obtenir un màster amb honors en cinema i televisió.

## Carrera cinematogràfica
Ucraïna
Iaroixenko va començar la seva carrera a Ucraïna creant una sèrie documental de 10 parts anomenada My Truth. El 2005 va guanyar el premi al millor guió de llarga durada pel seu guió Born in Fire de Koronatsia Slova, un concurs internacional d'alfabetització de novel·les, guions i obres de teatre.
Estats Units
Poc després de traslladar-se als Estats Units el 2014, Iaroixenko va guanyar el premi al millor curtmetratge al Festival Internacional de Cinema de Nova Jersey pel seu curt Some Others. El 2016 va assumir el paper d'editora principal en una sèrie de televisió de Public Broadcasting Service titulada Start Up, una docusèrie iniciada per l'empresari multimèdia Gary Bredow. L'últim treball de Iaroixenko va ser com a editora principal del curtmetratge titulat Warrior, que es va estrenar el juny de 2019.

## Filmografia
| Any       | Títol                         | Funció                            |
| --------- | ----------------------------- | --------------------------------- |
| 2013      | Some Others (curtmetratge)    | Guionista, directora i productora |
| 2016–2017 | Start Up (sèrie de televisió) | Editora                           |
| 2019      | Warrior (curtmetratge)        | Editora                           |

## Premis i reconeixements
- 2014. Millor curtmetratge al Festival Internacional de Cinema de Nova Jersey, pel seu curt Some Others.[5][8]
- 2007. Millor guió de l'any d'Inter-Channel a Ucraïna, per TV Fishka.
- 2005. Millor guió de llarga durada de Koronatsiya Slova (Коронація слова), pel seu guió Born in Fire.[9]